# Belonogaster maculata
Belonogaster maculata är en getingart som beskrevs av Richards 1982. Belonogaster maculata ingår i släktet Belonogaster och familjen getingar. Inga underarter finns listade.